# Dysdera aneris
Dysdera aneris es una especie de arañas araneomorfas de la familia Dysderidae.

## Distribución geográfica
Es endémica de las islas Salvajes.